# Macrurohelea kuscheli
Macrurohelea kuscheli är en tvåvingeart som beskrevs av Wirth 1965. Macrurohelea kuscheli ingår i släktet Macrurohelea och familjen svidknott. Inga underarter finns listade i Catalogue of Life.